# Władysław Korsak
Władysław Korsak (ur. 23 grudnia 1890 w Sławucie na Wołyniu, zm. 30 grudnia 1949 w Nowym Jorku) – polski działacz państwowy, wojewoda stanisławowski i kielecki, wiceminister spraw wewnętrznych, wolnomularz.

## Życiorys
Urodził się w rodzinie Augustyna Stefana (1860–1930) i Władysławy z Ostaniewiczów (1869–1939). Miał braci: Olgierda, Zygmunta i Edmunda. Uczęszczał do państwowego gimnazjum realnego w Równem, następnie studiował w Kijowie, w Instytucie Leśnym i na Politechnice. W czasie studiów działał w polskich organizacjach młodzieżowych Kijowa („Korporacja”. Młodzież Postępowo-Niepodległościowa „Filarecja”. Związek Walki Czynnej). W 1908 wstąpił do Polskiej Partii Socjalistycznej – Frakcji Rewolucyjnej. W 1913 został aresztowany i zesłany do Witebska. Od 1917 pracował w polskich instytucjach przy Ukraińskiej Centralnej Radzie w Kijowie, opowiadając się za współpracą z bolszewikami. Był radnym Kijowa.
Od 1918 pracował w polskiej administracji państwowej. Był starostą w Radzyminie, naczelnikiem wydziału samorządowego w Urzędzie Wojewódzkim Warszawskim, wicewojewodą warszawskim (1926). Po przewrocie majowym został wojewodą stanisławowskim (1926–1927), a następnie kieleckim (1927–1930). W lutym 1930 przeszedł na stanowisko dyrektora departamentu samorządowego w Ministerstwie Spraw Wewnętrznych, a w grudniu t.r. został podsekretarzem stanu (wiceministrem) w tym resorcie, gdzie nadzorował sprawy samorządowe. Funkcję wiceministra pełnił do 1939.
Był prezesem Towarzystwa Krzewienia Kultury Teatralnej w Warszawie, członkiem zarządu Polskiego Banku Komunalnego, członkiem rady nadzorczej Banku Gospodarstwa Krajowego. Od 1939 przebywał na emigracji, w 1941 osiadł na stałe w USA, gdzie działał w środowisku uchodźców.
Był żonaty z Haliną Marią z Gołębiowskich (1899−1976) − prawnika, socjologa i psychologa, z którą miał syna Tadeusza Zbigniewa.

## Ordery i odznaczenia
- Krzyż Komandorski z Gwiazdą Orderu Odrodzenia Polski (10 listopada 1938)[2]
- Krzyż Komandorski Orderu Odrodzenia Polski (1928)[3]
- Krzyż Niepodległości (22 grudnia 1931)[4]
- Krzyż Oficerski Orderu Odrodzenia Polski (7 listopada 1925)[5]
- Złoty Wawrzyn Akademicki (7 listopada 1936)[6]
- Odznaka Honorowa Polskiego Czerwonego Krzyża I stopnia (1935)[7]
- Komandor Krzyża Wielkiego Orderu Trzech Gwiazd (Łotwa, 1933)[8]

## Upamiętnienie
Jego imieniem nazwano ulice w Wołominie, Kielcach i Gorzowie.